# 1904 في فرنسا
فيما يلي قوائم الأحداث التي وقعت خلال عام 1904 في فرنسا.

## رياضة
- 3 أبريل – سباق باريس روبيه 1904 الفائزون Hippolyte Aucouturier [الإنجليزية]‏، Lucien Pothier [الإنجليزية]‏، César Garin [الإنجليزية]‏.

## ظهور
- 1 يناير – سيد العالم رواية من تأليف جول فيرن.

## كتب
من الكتب التي صدرت هذه السنة في فرنسا:
- 1 يناير – دراما في ليفونيا من تأليف جول فيرن.
- 1 يناير – سيد العالم من تأليف جول فيرن.

## مواليد

### يناير
- 4 يناير – كارل والكر ناشر ألماني.
- 26 يناير – شون ماكبرايد

### فبراير
- 15 فبراير – أنطونين ماغني درّاج طريق فرنسي.
- 27 فبراير – أندريه ليدوك دراج فرنسي.

### مارس
- 2 مارس – جاك فور
- 11 ديسمبر – مارسيل كابيل لاعب كرة قدم فرنسي.
- 25 مايو – مارسيل ثيل ملاكم فرنسي.

### مايو
- 17 مايو – جان غابين ممثل فرنسي.
- 25 مايو – مارسيل ثيل ملاكم فرنسي.

### يوليو
- 2 يوليو – رينيه لاكوست لاعب كرة مضرب فرنسي.
- 8 يوليو – هنري كارتن رياضياتي فرنسي.
- 10 يوليو – سيلفي جونغ هينروتين لاعبة كرة مضرب فرنسية.

### أغسطس
- 26 أغسطس – ميشيل فيوشانج

### نوفمبر
- 1 نوفمبر – غاستون ري ممثل فرنسي.
- 11 نوفمبر – كريستيان ميجريه صحفي فرنسي.
- 22 نوفمبر – لوي نيل فيزيائي فرنسي.

### ديسمبر
- 6 ديسمبر – إيف كوري
- 11 ديسمبر – مارسيل كابيل لاعب كرة قدم فرنسي.
- 27 ديسمبر – رينيه بونيت

## وفيات

### يناير
- 10 يناير – جان ليون جيروم (مواليد 1824)

### مايو
- 14 مايو – إيمانويل دريك دل كاستيلو (مواليد 1855) عالم نبات فرنسي.
- 26 مايو – جورج جيل دو لا توريت (مواليد 1857) طبيب فرنسي.

### أغسطس
- 1 أغسطس – أليكساندر ري (مواليد 1812) سياسي فرنسي.

### أكتوبر
- 4 أكتوبر – فريديريك أوغست بارتولدي (مواليد 1834) نحات فرنسي.